# Termitomyces titanicus
Termitomyces titanicus là một loài nấm trong họ Lyophyllaceae, được tìm thấy ở Nam Phi. Đây là loài nấm ăn được.